# Somatotropina
L'hormona del creixement o somatotropina (GH, de l'anglès: growth hormone; HC o STH) és una hormona protèica que presenta un conjunt d'isoformes secretades gairebé exclusivament per l'adenohipòfisi. Regula el creixement postnatal, el metabolisme i el balanç electrolític; augmenta la lipòlisi i redueix els dipòsits de greix; augmenta la captació de proteïnes i manté la massa i força muscular.

La principal isoforma de l'hormona pesa 22 kDa i consta de 191 aminoàcids. Existeixen diverses variants genètiques derivades de l'empalmament alternatiu, així com altres variants post-translacionals derivats d'activitat proteolítica sobre la pròpia isoforma de 22 kDa. Mentre la concentració d'isoformes d'origen genètic és prou coneguda (són considerades com a minoritàries), la concentració o fins i tot l'existència de certes variants proteolítiques roman incerta. La rellevància de totes les isoformes rau en una diferenciada activitat biològica de totes elles, fet que suggereix un rol específic per a cadascuna d'elles més que no pas ésser simples productes intermedis de degradació.
És semblant al lactogen, una hormona que es produeix al cos de les dones durant l'embaràs.